# Padang Laweh (Padang Laweh)
Padang Laweh is een bestuurslaag in het regentschap Dharmasraya van de provincie West-Sumatra, Indonesië. Padang Laweh telt 869 inwoners (volkstelling 2010).